# Dinosaur (álbum)
Dinosaur es el álbum debut de la banda de rock alternativo Dinosaur Jr. Fue lanzado en 1985 por Homestead Records. Este fue lanzado cuando el grupo todavía se conocía simplemente como "Dinosaur", antes de que una demanda forzara el agregado "Jr.". 
El álbum exhibe un lado más folk de la banda que en lanzamientos futuros, contrastado con canciones más pesadas cercanas al hardcore punk, como "Does it Float", "Mountain Man", y "Bulbs of Passion".

## Recepción
La crítica fue de mixta a positiva. En una retrospectiva revisión de Allmusic, Stephen Thomas Erlewine le dio tres de cinco estrellas, mencionando que –si bien– el álbum tenía algunas canciones destacadas, eran en general "impresionantes, pero desiguales" debido a la lucha de la banda por integrar hardcore punk, hard rock y toques de música experimental. Pitchfork Media clasificó el álbum con 6.2 de 10, describiéndolo como "un jodido desastre", con canciones demasiado largas, basadas en demasiados estilos para ser consistentes.

## Listado de canciones
Todas las canciones escritas por J Mascis.

| N.º | Título             | Duración |  |
| 1.  | «Forget the Swan»  | 5:09     |  |
| 2.  | «Cats in a Bowl»   | 3:35     |  |
| 3.  | «The Leper»        | 4:04     |  |
| 4.  | «Does It Float»    | 3:18     |  |
| 5.  | «Pointless»        | 2:46     |  |
| 6.  | «Repulsion»        | 3:04     |  |
| 7.  | «Gargoyle»         | 2:11     |  |
| 8.  | «Severed Lips»     | 4:02     |  |
| 9.  | «Mountain Man»     | 3:28     |  |
| 10. | «Quest»            | 4:27     |  |
| 11. | «Bulbs of Passion» | 4:13     |  |

"Bulbs of Passion" no apareció en el LP original de vinilo, pero fue el lado B del sencillo "Repulsión". Reediciones posteriores en casete y CD la presentaron como la última canción. La reedición de 2005 de Merge Records colocó a "Bulbs of Passion" como la primera canción a pedido de J Mascis. "Sí, pedí eso... porque [esa canción] mostró nuestra nueva dirección, se acercaba más a nuestro propio sonido". También fue agregada una presentación en vivo en 1987 de "Does It Float" como una canción adicional para cerrar el álbum.

## Créditos
| Dinosaur Jr. - J Mascis – voces, guitarras, percusión, producción - Lou Barlow – voces, bajo, sintetizador, coros, producción, portada trasera - Murph – batería, percusión, sintetizador, coros, producción | Personal adicional - Chris Dixon – ingeniero de sonido - Glen – ingeniero de sonido - Jason Talerman – fotografía - Maura Jasper – portada - Artie Sinatra – portada (cara del sol) |

## Ediciones
| Fecha | Sello                 | Formato    | País               | Catálogo    |
| ----- | --------------------- | ---------- | ------------------ | ----------- |
| 1985  | Homestead Records     | LP, casete | USA                | #HMS015     |
| 1988  | Homestead Records     | LP         | USA                | #HMS015     |
| 1990  | Homestead Records     | LP         | Países Bajos       | #HMS015     |
| ?     | Homestead Records     | CD         | Alemania del Oeste | #HMS015-2   |
| 2005  | Imperial Records      | CD         | Japón              | ECI-24288   |
| 2005  | Sweet Nothing Records | CD         | UK                 | SNCD037     |
| 2005  | Shiny                 | CD         | Australia          | extinct1    |
| 2005  | Merge Records         | CD         | USA                | MRG243      |
| 2005  | Baked Goods Records   | LP         | USA                | BG-04       |
| 2007  | Imperial Records      | CD         | Japón              | TECI-24425  |
| 2011  | Jagjaguwar            | LP         | USA                | JAG196      |
| 2020  | Jagjaguwar            | LP         | USA                | JAG196LP-C1 |